# Федерация анархистов Иберии

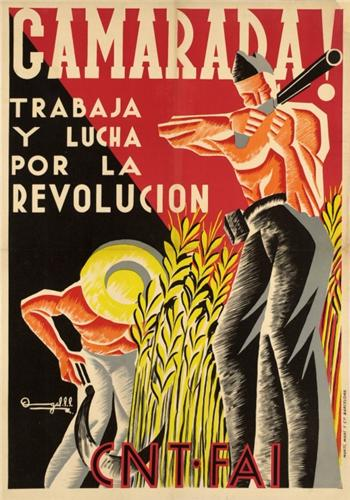
Плакат CNT-FAI

Федерация Анархистов Иберии (FAI, исп. Federación Anarquista Ibérica) — испанская анархистская организация, боевое крыло анархо-синдикалистского профсоюза Национальная конфедерация труда (CNT). Название часто пишется как CNT-FAI из-за близких отношений между этими двумя организациями. Печатным органом ФАИ является газета «Земля и свобода» (Tierra y Libertad).
«Иберийская» часть названия связана с идеей объединения испанских и португальских анархистов в пан-иберийской организации. Является секцией Интернационала федераций анархистов (ИФА).

## История
FAI была основана в 1927 году в Валенсии, с целью не допустить бюрократизации CNT и активного противодействия установившемуся в Испании диктаторскому режиму Мигеля Примо де Риверы.
Значительная влияние FAI на испанское анархо-синдикалистское движение привело к тому, что ряд умеренных членов CNT во главе с Анхелем Пестанья ушли в созданную ими Синдикалистскую партию. В 1936 году поспособствовали победе Народного Фронта на выборах взамен на освобождение многих заключённых анархистов.
FAI сыграла значительную роль в Испанской гражданской войне на стороне республиканцев. К началу войны в FAI состояло порядка 300 000 человек. В ходе гражданской войны подвергали критике сотрудничество анархо-синдикалистов с республиканским правительством.
Во время правления Франциско Франко продолжали нелегальную деятельность.
После смерти Франко и либерализации режима в Испании FAI продолжила свою деятельность. Хотя участники организации одновременно состоят и в CNT, членство в FAI является секретным.
Из известных членов ФАИ стоит отметить таких как Гарсиa Оливер, Франсиско Аскасо, Буэнавентура Дуррути (погибший при невыясненных обстоятельствах 20 ноября 1936 года под Мадридом).